# Il destino di Kakugo
Il destino di Kakugo (覚悟のススメ?, Kakugo no susume) è un manga scritto e disegnato da Takayuki Yamaguchi. È stato serializzato sulla rivista Weekly Shōnen Champion della Akita Shoten tra il 1994 e il 1996 e in seguito raccolto in 11 volumi tankōbon. È stato pubblicato in italiano da Dynamic Italia, in un'edizione fedele all'originale, ma con senso di lettura invertito.
Nel 1996 ne è stata tratta una serie OAV in due parti pubblicata in Italia sempre da Dynamic Italia.

## Trama
Verso la fine della seconda guerra mondiale, nel campo di concentramento ad Harbin, in Cina, il corpo speciale "Sterminio Silente" dell'esercito giapponese, guidato da Shiro Hagakure, compie orribili esperimenti per creare nuove armi. Viene sviluppata la nuova arte marziale Biozero, i demoni da combattimento, esseri umani resi mostruosi e dalla forza inaudita, ed infine gli esoscheletri di potenziamento, armature viventi in grado di rendere un essere umano una vera e propria fortezza ambulante. Tutto ciò costerà la vita a migliaia di prigionieri.
Nel presente, Oboro Hagakure, discendente di Shiro, decide di rinnegare il sangue maledetto del suo avo e di utilizzare l'arte marziale Biozero e gli esoscheletri di potenziamento per difendere la razza umana dalle ingiustizie. A questo scopo addestra i suoi due figli, Kakugo ed Harara, che infine ereditano gli Esoscheletri più potenti, Zero e Kasumi. In qualche modo Kasumi altera la mente di Harara, che si ribella al padre uccidendolo.
Nel futuro, assestamenti della crosta terrestre hanno fatto milioni di vittime e quasi rigettato il pianeta nella barbarie. Un piccolo insediamento di giovani giapponesi viene attaccato da orribili creature che si riveleranno poi demoni da combattimento creati con il procedimento inventato da Shiro Hagakure. A difesa dei ragazzi vi è Kakugo con il suo esoscheletro di potenziamento Zero. Dal passato riemerge tuttavia Harara, suo fratello, ora a capo dei Demoni da Combattimento.

## Anime
La serie animata de Il destino di Kakugo copre solo i primi due volumi del fumetto. 

## Doppiaggio
| Personaggio     | Doppiatore originale | Doppiatore italiano |
| --------------- | -------------------- | ------------------- |
| Kakugo Hagakure | Kōichi Yamadera      | Sandro Acerbo       |
| Harara Hagakure | Megumi Ogata         | Tiziana Avarista    |
| Yukiko Horie    | Mitsuko Horie        | Federica De Bortoli |
| Kazu Shimada    | Miki Shinichiro      | Alessandro Tiberi   |
| Oboro Hagakure  | Shukatsu Shibata     | Angelo Nicotra      |
| Hiroko Shinada  | Yuka Imai            | Silvia Tognoloni    |
| Ponta           | Daisuke Sakaguchi    | Corrado Conforti    |
| Preside         | Kenichi Ogata        | Antonio Sanna       |
| Pionsuke        | Hiro Yūki            | Davide Chevalier    |
| Hamuko          | Masako Katsuki       | Isabella Pasanisi   |
| Haoka           | Toshiyuki Morikawa   | Vittorio De Angelis |
| Zenigata        | Shigeru Chiba        | Sandro Sardone      |
| Bolt            | Kunihiko Yasui       |                     |
| Aoki            | Minami Takayama      |                     |
| Eikichi         | Takeshi Aono         |                     |
| Dogumakuro      | Ryōtarō Okiayu       | Riccardo Rossi      |
| Hoshino         | Ryōtarō Okiayu       | Simone Mori         |
| Rai             | Ryōtarō Okiayu       | Francesco Pannofino |
| Kagenari        | Ken'ichi Ogata       | Claudio Fattoretto  |
| Voce narrante   | Yuzuru Fujimoto      | Nino Prester        |